# دوره کوپرولو
دوران كوپرولو (به ترکی عثمانی: دِوِری کوپرولو) (حدود سالهای 1656-1703) دوره ای است که که سیاست امپراتوری عثمانی اغلب تحت سلطه تعدادی از وزیران عالی رتبه خانواده کوپرولو بود.  دوره کوپرولو گاهی اوقات به طور خاص به عنوان دوره ای از 1656 تا 1683 تعریف می شود، زمانی که اعضای خانواده کوپرولو بدون وقفه خود منصب وزیراعظم را بر عهده داشتند . کوپرولوها عموماً مدیران ماهری بودند و به آنها برای همین به آنها احترام فراوانی گذاشته می شود.آنها ثروت امپراتوری را پس از یک دوره شکست نظامی بازگرداندند و بازگرداندن ثبات اقتصادی احیا کردند.  بسیاری از اصلاحات تحت حکومت آنها انجام شد که امپراتوری را قادر ساخت تا بحران بودجه خود را حل کند و درگیری ها و شورش ها  را در امپراتوری از بین ببرد.